# Stadtlauringen
Stadtlauringen település Németországban, azon belül Bajorországban. Lakosainak száma 4178 fő (2023. december 31.).

## Népesség
A település népessége az elmúlt években az alábbi módon változott:
| Lakosok száma | 4423 | 1524 | 4129 | 4113 | 4015 | 4055 | 4045 | 4066 | 4155 | 4178 |
|               | 1970 | 1975 | 2011 | 2012 | 2014 | 2015 | 2017 | 2019 | 2022 | 2023 |